# Supercopa d'Espanya de futbol 2000
La Supercopa d'Espanya del 2000 va ser un matx disputat a dos partits els dies 20 i 27 d'agost del 2000. El van disputar el RCD Espanyol, que havien guanyat la Copa del Rei 1999–2000, i el RC Deportivo de La Coruña, que havien guanyat la lliga 1999–2000. El RC Deportivo de La Corunya va guanyar 2-0 en el resultat global.

## Detalls del matx

### Anada
| RCD Espanyol | 0–0     | RC Deportivo de La Coruña |
| ------------ | ------- | ------------------------- |
|              | Informe |                           |

| RCD Espanyol | RC Deportivo de La Coruña |

|             |    |                     |     |     |
|             |    |                     |     |     |
| GK          | 1  | Juan Luis Mora      |     |     |
| RB          | 2  | Cristóbal           |     |     |
| CB          | 4  | Nando               |     |     |
| CB          | 5  | Mauricio Pochettino |     |     |
| LB          | 18 | Mauro Navas         | 89' |     |
| RM          | 7  | Toni Velamazán      |     | 72' |
| CM          | 15 | Constantin Gâlcă    |     |     |
| CM          | 8  | Sergio              |     |     |
| LM          | 19 | Arteaga (c)         |     | 72' |
| CF          | 11 | Martín Posse        |     | 54' |
| CF          | 23 | Raúl Tamudo         |     |     |
| Substituts: |    |                     |     |     |
| MF          | 6  | Òscar Garcia        |     | 54' |
| MF          | 28 | Iván Díaz           |     | 72' |
| MF          | 14 | Enrique de Lucas    |     | 72' |
| Entrenador: |    |                     |     |     |
| Paco Flores |    |                     |     |     |

|                |    |                   |  |     |
|                |    |                   |  |     |
| GK             | 1  | Jacques Songo'o   |  |     |
| RB             | 2  | Manuel Pablo      |  |     |
| CB             | 4  | Noureddine Naybet |  |     |
| CB             | 20 | Donato            |  |     |
| LB             | 3  | Enrique Romero    |  |     |
| DM             | 6  | Mauro Silva       |  |     |
| DM             | 24 | Slaviša Jokanović |  |     |
| RM             | 18 | Víctor            |  | 74' |
| AM             | 8  | Djalminha         |  | 78' |
| LM             | 10 | Fran (c)          |  |     |
| CF             | 9  | Pauleta           |  | 56' |
| Substituts:    |    |                   |  |     |
| FW             | 11 | Turu Flores       |  | 56' |
| MF             | 23 | Aldo Duscher      |  | 74' |
| FW             | 19 | Diego Tristán     |  | 78' |
| Entrenador:    |    |                   |  |     |
| Javier Irureta |    |                   |  |     |

### Tornada
| RC Deportivo de La Coruña         | 2–0     | RCD Espanyol |
| --------------------------------- | ------- | ------------ |
| Djalminha 57' · Diego Tristán 60' | Informe |              |

| RC Deportivo de La Coruña | RCD Espanyol |

|                |    |                   |     |     |
|                |    |                   |     |     |
| GK             | 13 | José Molina       |     |     |
| RB             | 2  | Manuel Pablo      |     |     |
| CB             | 4  | Noureddine Naybet |     |     |
| CB             | 22 | Hélder            |     |     |
| LB             | 3  | Enrique Romero    |     |     |
| DM             | 6  | Mauro Silva       |     |     |
| DM             | 24 | Slaviša Jokanović | 35' | 83' |
| RM             | 18 | Víctor            | 44' |     |
| AM             | 8  | Djalminha         |     | 80' |
| LM             | 10 | Fran (c)          |     |     |
| CF             | 19 | Diego Tristán     |     | 69' |
| Substituts:    |    |                   |     |     |
| FW             | 17 | Walter Pandiani   |     | 69' |
| FW             | 11 | Turu Flores       |     | 80' |
| DF             | 20 | Donato            |     | 83' |
| Entrenador:    |    |                   |     |     |
| Javier Irureta |    |                   |     |     |

|             |    |                     |     |     |
|             |    |                     |     |     |
| GK          | 1  | Juan Luis Mora      |     |     |
| RB          | 2  | Cristóbal           | 49' |     |
| CB          | 4  | Nando               | 83' |     |
| CB          | 5  | Mauricio Pochettino |     |     |
| LB          | 12 | Delio Toledo        | 51' |     |
| RM          | 7  | Toni Velamazán      |     | 77' |
| CM          | 15 | Constantin Gâlcă    |     |     |
| CM          | 8  | Sergio              | 9'  |     |
| LM          | 19 | Arteaga (c)         |     |     |
| CF          | 11 | Martín Posse        |     | 65' |
| CF          | 23 | Raúl Tamudo         |     | 65' |
| Substituts: |    |                     |     |     |
| MF          | 6  | Òscar Garcia        |     | 65' |
| MF          | 28 | Iván Díaz           |     | 65' |
| DF          | 18 | Mauro Navas         |     | 77' |
| Entrenador: |    |                     |     |     |
| Paco Flores |    |                     |     |     |

## Campió
| Campió de la Supercopa d'Espanya 2000 |
| ------------------------------------- |
| RC Deportivo de La Coruña 2n títol    |